# NKp46
NKp46 (NCR1, LY94) patří do rodiny NCR, tedy „Natural Cytotoxicity Receptors“ společně s NKp30 a NKp44. Receptory v rámci této rodiny jsou zčásti redundantní ve svých funkcích, avšak jsou kódovány geny na různých chromozomech a jejich sekvenční homologie není příliš vysoká.

## Struktura
Jedná se o transmembránový receptor o molekulové hmotnosti 46 kDa přítomný specificky na povrchu NK buněk, který je zodpovědný za její cytolytické působení. V buněčné membráně je ukotven díky přítomnosti kladného náboje argininu v transmembránové doméně, který interaguje s negativně nabitými zbytky adaptorových proteinů (CD3ζ a FcεRI). Extracelulární doména nese C2-type Ig-like domény.

## Význam

### Význam NKp46 pro funkci NK buněk
Buňky podléhající cytotoxicitě NK buněk jsou zejména buňky nádorové či tělu vlastní buňky infikované virem, tedy takové, které exprimují abnormální HLA-I (MHC-I) molekuly nebo na svém povrchu nesou jen malé množství těchto molekul. U buněk infikovaných viry NKp46 pravděpodobně rozeznává specifické hemaglutininy. V procesu cytotoxického působení slouží NKp46 jako jeden ze základních aktivačních receptorů a výsledná síla tohoto působení na cílové buňky závisí zejména na množství a distribuci NKp46 molekul na membráně NK buněk. Množství NKp46 receptorů na površích NK buněk je individuální pro konkrétního dárce buněk, avšak na rozdíl od jiných receptorů cytotoxicity, NKp46 je exprimován nejen po indukované aktivaci buněk (např. kultivace v přítomnosti IL-2) ale také u čerstvě izolovaných NK buněk (na rozdíl od např. NKp44).. Po kontaktu NK buňky s její cílovou dochází v místě synapse ke vzniku klastrů NKp46. Výsledná míra cytotoxicity na úrovni buňky je pravděpodobně důsledkem kooperace mezi jednotlivými NCR, avšak největší vliv je přiznáván právě receptoru NKp46 a NKp30. Nicméně jejich aktivita nezbytně podléhá přísné regulaci, významnými inhibičními receptory jsou například KIRs („Killer Immunoglobulin-like Receptors“), jejichž aktivita předchází cytolytickému působení cílenému proti vlastním buňkám.

#### NKp46-dependentní cytotoxicita
Agregace molekul NKp46 v místě synapse vede zejména ke změnám v organizaci buněčného cytoskeletu. Významně se zde uplatňuje funkce MTOC („Microtubule Organizing Center“) a primárně dochází k nahromadění F-aktinu na pólu vznikající synapse. Rekrutovaný F-aktin slouží k reorganizaci cytoskeletu, která ve výsledku výrazně snižuje tzv. polarizační čas a umožňuje rapidní transport lytických granul do oblasti synapse. NKp46 (podobně jako NKp30) je u člověka intracelulárně asociován s CD3ζ homodimery nesoucí ITAMs („Immunoreceptor Tyrosine-based Activation Motifs“) na svých intracelulárních doménách. Po vazbě ligandu jsou rekrutovány kinázy rodiny Src (Zap70, Syk), které tyrozinové zbytky v rámci ITAM oblastí fosforylují a dochází k signalizaci.

#### Další dráhy aktivace cytotoxicity
Nicméně NCR-zprostředkovaná cytotoxicita není jediný mechanismus působení NK buněk. Dalšími mechanismy jsou Fas-FasL zprostředkovaná buněčná smrt či ADCC („Antibody-Dependent Cell Cytotoxicity), která je výsledkem aktivity podjednotky CD16 multimerního receptoru FcγRIII.

### Klinický význam
Aktivita NK buněk, a tedy funkce NKp46 je esenciální pro rozpoznání řady virových ligandů a následnou likvidaci infikovaných buněk. NKp46 je např. klíčovým receptorem pro rozeznání mj. virů chřipky A i B, kde rozpoznává virový protein hemaglutinin.
Byl také popsán možný vliv NKp46 na rozvoj T1D (Diabetes mellitus 1. typu). Ačkoliv v patogenezi T1D se uplatňují především T-lymfocyty, ligandy NKp46 jsou produkovány také β-buňkami pankreatu. Toto tvrzení bylo podpořeno studií, kdy byla u myších modelů pro T1D využita monoklonální protilátka proti NKp46, což vedlo k celkovému snížení cytotoxicity a k signifikantnímu zpomalení progrese T1D.
Dalším možným využitím NKp46 je samozřejmě terapie nádorů. Konkrétním příkladem je jeho začlenění do imunoterapie využívající reovirů. Reoviry jsou v současné době testovány pro použití k terapeutickým účelům např. u kolorektálního karcinomu, karcinomu plic, melanomu a nádoru vaječníků. Reoviry jsou totiž schopné cíleně infikovat buňky nádoru. Ukazuje se, že aktivita NKp46 je při reovirové terapii zásadní a vede k efektivní aktivaci NK buněk a ke zvýšení jejich protinádorové cytotoxicity. Klíčovým ligandem reoviru je pravděpodobně Sigma1 protein. Studie na myším modelu demonstruje, že podání reovirů výrazně zpomalí progresi nádoru.